# Diony

Diacetyl, nejjednodušší diketon

Diony, též diketony, jsou organické sloučeniny obsahující dvě ketonové funkční skupiny. Nejjednodušším příkladem je diacetyl (butan-2,3-dion). Diacetyl, acetylaceton a hexan-2,5-dion jsou příklady 1,2-; 1,3- a 1-4-dionů. K cyklickým diketonům patří například dimedon.

## 1,2-diony
1,2-diony mají ketonové skupiny vedle sebe (na sousedních uhlících). Důležitým 1,2-dionem je diacetyl, CH3C(O)C(O)CH3. Tyto ketony se často připravují dehydrogenací vicinálních diolů:

RCH(OH)CH(OH)R → RC(O)C(O)R + 2 H2
Charakteristickou vlastností 1,2-diketonů je délka vazby C-C, která činí 154 pm, zatímco u buta-1,3-dienu to je pouze 145 pm. Tento jev je způsoben odpuzováním částečných kladných nábojů v karbonylových skupinách.
1-2-diony kondenzují s mnoha bifunkčními nukleofily, například močovinou a thiomočovinou, za vzniku heterocyklických sloučenin. Kondenzací 1,2-diketonů s aromatickými aminy vznikají diketiminové ligandy.

## 1,3-diony
1,3-diony mají mezi ketonovými skupinami jeden další uhlík. Nejvýznamnějším představitelem těchto látek je acetylaceton, CH3C(O)CH2C(O)CH3, který se průmyslově vyrábí tepelným přesmykem isopropenylacetátu:

CH2(CH3)COC(O)Me → MeC(O)CH2C(O)Me
1,3-diketony se obvykle vyrábí kondenzací (mono)ketonů s estery.
1,3-diketony jsou náchylné k tvorbě enolových tautomerů, které často převažují nad keto-formou, díky konjugaci enolu nebo enolátu s druhou karbonylovou skupinou a jejich stabilitě dané vytvořením šestičlenného kruhu (vodíkový atom je sdílen mezi oběma kyslíkovými atomy).

1,3-diony jsou podobně jako další diony užitečnými prekurzory heterocyklů, například s hydrazinem reagují za vzniku pyrazolů. Konjugovaná zásada odvozená od 1,3-dionů vytváří komplexní sloučeniny. V DeMayově reakci 1,3-diketony reagují s alkeny ve fotochemické pericyklické reakci za vzniku (substituovaných) 1,5-diketonů.

## 1,4-diony
Diketony s dvěma methylenovými skupinami mezi karbonyly se obvykle vyskytují společně s jejich enolovými tautomery. Jsou rovněž používány na výrobu heterocyklů, v tomto případě například furanů, pyrrolů a thiofenů.
Kondenzací 1,4-diketonů (a dalších podobných substrátů) s hydrazinem vznikají dihydropyridaziny, které mohou být převedeny na pyridaziny.

## Ostatní diketony
Reakce diketonů, jejichž karbonylová centra jsou odděleny třemi či více methylenovými skupinami, jsou podobné jako u jednoduchých ketonů. U těchto dlouhých diketonů často probíhá vnitřní aldolová kondenzace.